# 5999 Plescia
5999 Plescia este un asteroid care intersectează orbita planetei Marte.

## Descriere
5999 Plescia este un asteroid care intersectează orbita planetei Marte. Asteroidul prezintă o orbită caracterizată de o semiaxă mare de 2,28 ua, o excentricitate de 0,31 și o înclinație de 23,2° în raport cu ecliptica.